# Trasporti in Lussemburgo
Questa voce raccoglie le principali tipologie di trasporti in Lussemburgo.

## Politica sui prezzi
Nel 2020, il Granducato ha deciso di rendere gratuiti, per tutti i passeggeri, i tram, gli autobus e i treni. Questa scelta è stata fatta per motivi ambientali, per diminuire il traffico favorendo l'uso di tali mezzi pubblici, nonché come forma di sostegno per le classi meno abbienti. Resta il biglietto per i passeggeri che vogliono viaggiare in prima classe. Il Lussemburgo, con questa politica, è il primo paese al mondo ad aver abolito il costo del biglietto di seconda classe su tutti i mezzi pubblici circolanti nel proprio territorio.

## Trasporti su rotaia

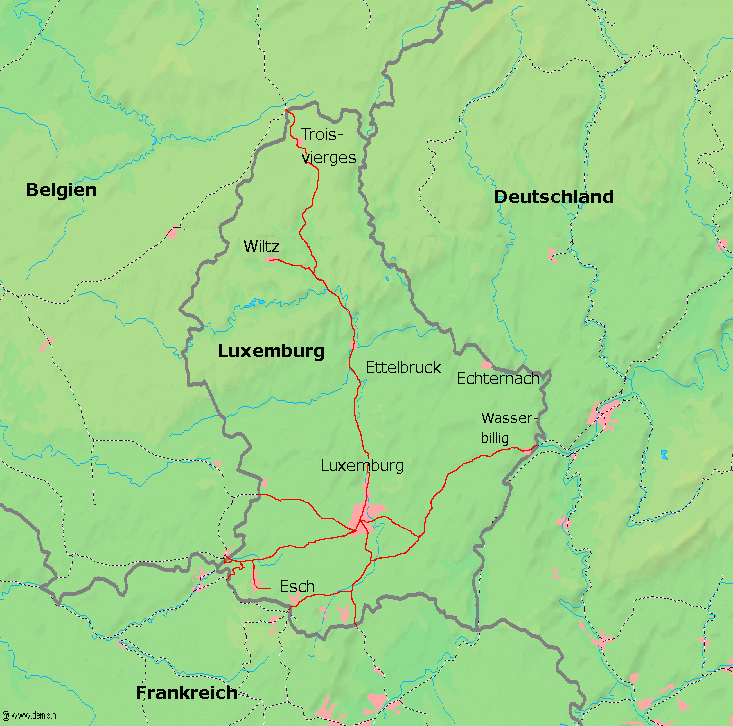
Mappa delle ferrovie attive (in rosso) in Lussemburgo.

La compagnia ferroviaria statale è la Société Nationale des Chemins de Fer Luxembourgeois (CFL). Le ferrovie lussemburghesi costituiscono la spina dorsale della rete di trasporto pubblico del Paese e collegano le città più importanti. La lunghezza totale dei binari operativi (quasi tutti a scartamento normale) è di 271 km, anche se alla fine della Seconda guerra mondiale era di circa 550 km. Ci sono servizi regolari dalla città di Lussemburgo a Ettelbruck, Esch-sur-Alzette, Wasserbillig e Kleinbettingen, mentre le linee internazionali si estendono fino a Treviri, Coblenza, Bruxelles, Liegi, Metz e Nancy.

### Rete ferroviaria
In totale: 271 km (di cui 262 km elettrificati).
- scartamento normale: 262 km con scartamento di 1435 mm (dati 2020).[2]
  - linee: Linea 10, linea 30, linea 40, linea 50, linea 60, linea 70, linea 90.[4]
- collegamenti a reti estere: Belgio, Francia (tra cui il collegamento ad alta velocità a Parigi con TGV Est) e Germania.

### Reti metropolitane
Non sono presenti sistemi di metropolitana.

### Reti tranviarie
La capitale è dotata di una linea tranviaria, per un'estensione di 12 km (2024), e con ulteriori 3 linee tranviarie in creazione, di cui si prevede il completamento entro il 2035.

## Trasporti su strada

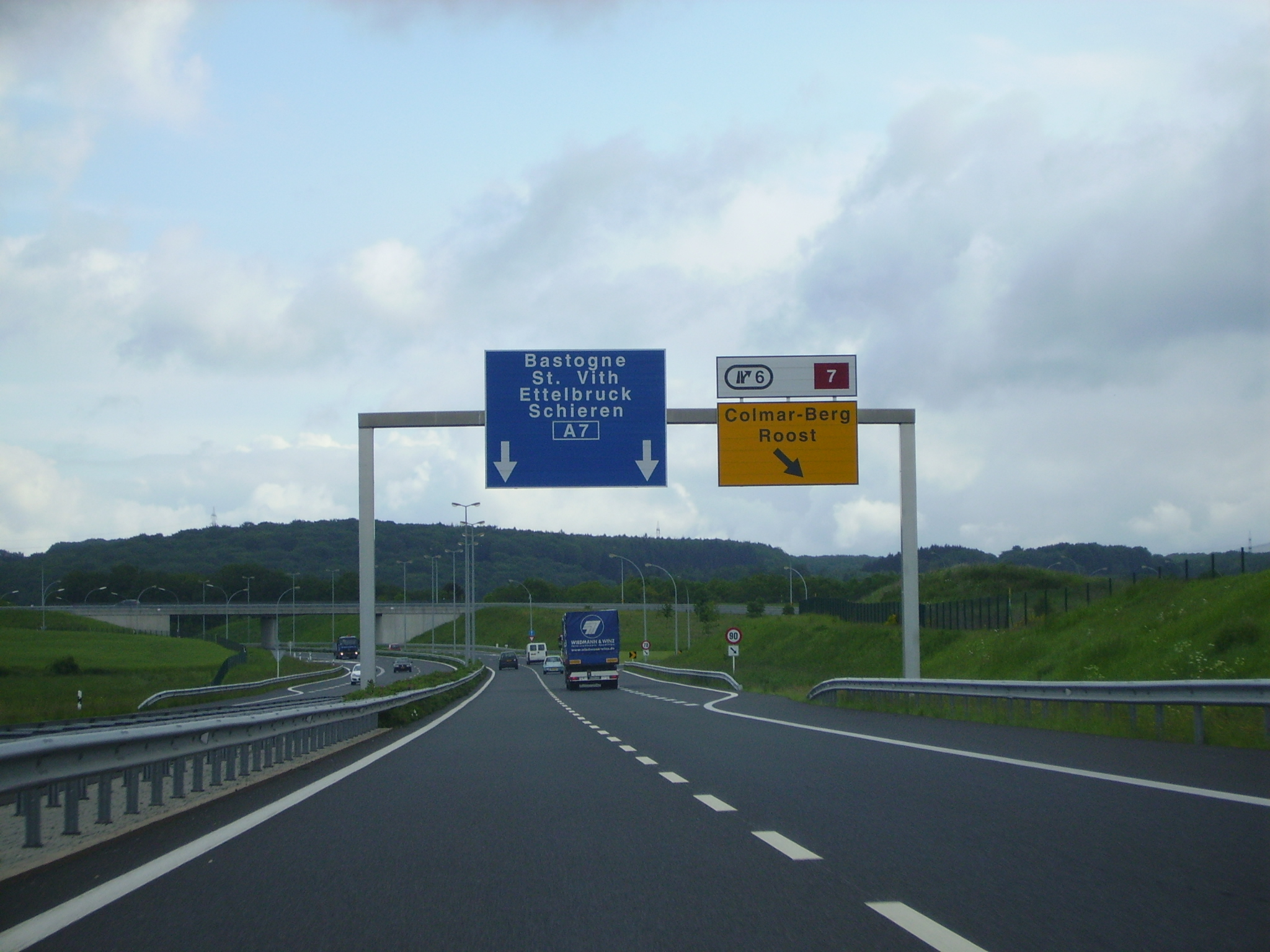
Autostrada A7 del Lussemburgo.

### Rete stradale
Strade pubbliche: in totale 2 746 km (dati 2022)
- asfaltate: 2 746 km (inclusi 165 km di autostrade, con limite di velocità a 130 km/h, ridotto a 110 km/h in caso di pioggia e a 90 km/h in caso di forte caldo)[6]
  - 6 autostrade: Autoroute A1 (strada europea E44), autoroute A3 (strada europea E25), autoroute A4, autoroute A6 (strada europea E25), autoroute A7, autoroute A13 (strada europea E29).
  - 839 km di strade nazionali (RN, routes nationales)[7]
  - 1 891 km di strade secondarie (CR, chemins repris)[7]
- bianche: 0 km (dati 2000)

### Reti filoviarie
Non sono presenti sistemi filoviari.

### Autolinee
In tutto il territorio sono presenti 3 aziende pubbliche e 41 private che gestiscono trasporti urbani, suburbani, interurbani e turistici esercitati con autobus. Per il Cantone di Esch-sur-Alzette l'azienda è la Transport Intercommunal de personnes dans le Canton d'Esch-sur-Alzette

## Idrovie

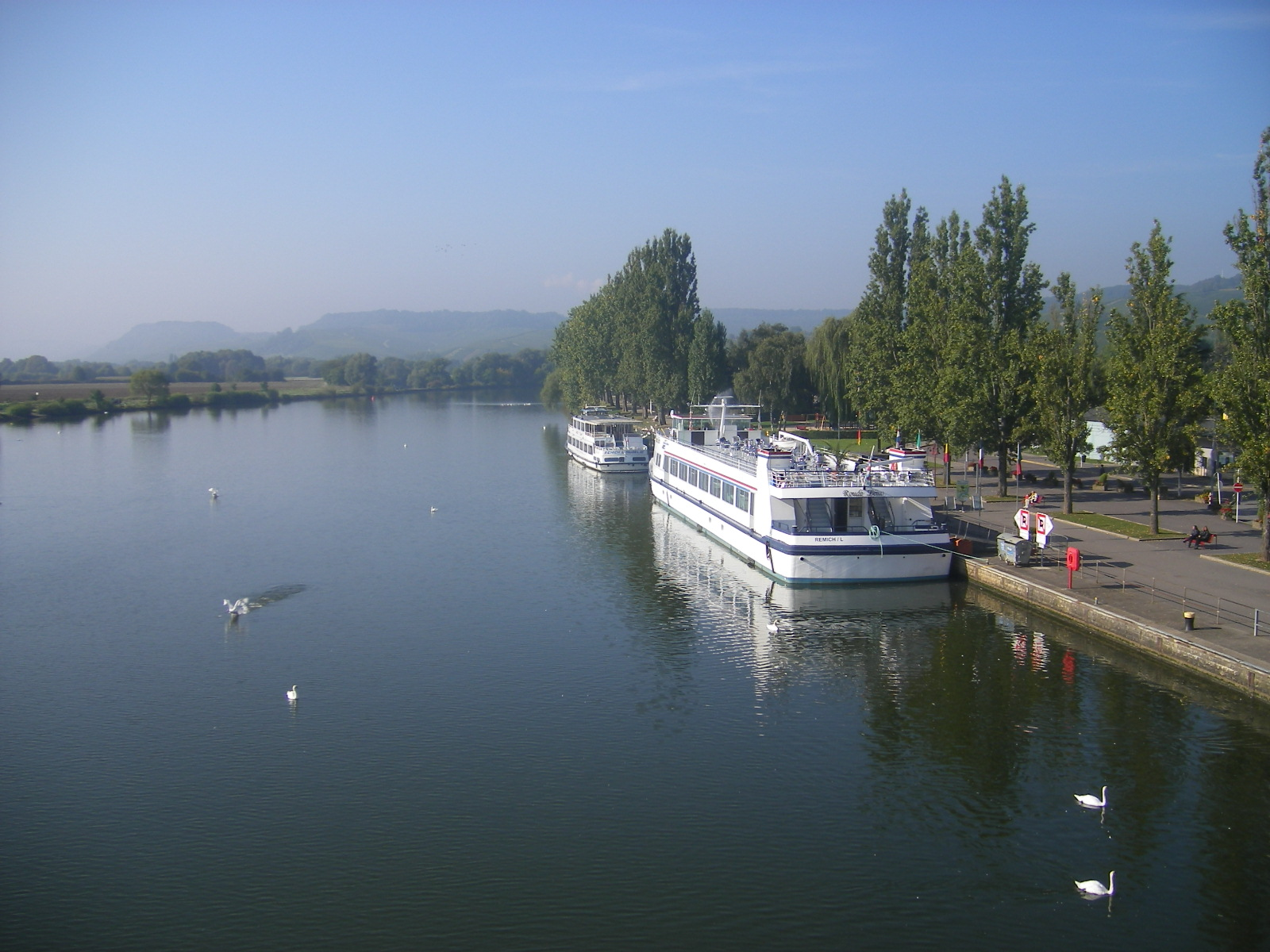
Battello turistico a Remich.

Sono presenti 37 km di acque navigabili, grazie alla canalizzazione del fiume Mosella. Alcuni battelli turistici prestano servizio lungo il fiume nei mesi estivi.

## Porti e scali
- Mertert: porto fluviale costruito nel 1964.[9] Con due banchine che coprono una lunghezza totale di 1,6 km, offre strutture di collegamento tra il trasporto fluviale, stradale e ferroviario. È utilizzato principalmente per il trasporto di carbone, acciaio, petrolio, prodotti agricoli e materiali da costruzione.[9] Nel 2016, il porto ha movimentato 1,2 milioni di tonnellate di merci.[10]

## Trasporti aerei
Compagnie aeree nazionali: 1 (Luxair), inoltre c'è la compagnia cargo Cargolux.

### Aeroporti
In totale: 3 (dati 2024)
a) con piste di rullaggio pavimentate: 1 (aeroporto del Lussemburgo, hub di Luxair)
- oltre 3047 m: 1 (dati 2002)

b) con piste di rullaggio non lastricate: 1 (aeroporto di Noertrange) 
- sotto 914 m: 1 (dati 2002)

Inoltre sono presenti diversi aerodromi e altri tipi di piste (vedi aeroporti in Lussemburgo).

### Eliporti
In totale: 11 (dati 2024), perlopiù eliporti a servizio di ospedali.

## Gasdotti
I gasdotti in Lussemburgo hanno una lunghezza totale di 142 km (dati 2013). I principali produttori sono la Russia e la Norvegia. La rete lussemburghese è collegata a Germania, Francia e Belgio.

## Marina mercantile
Lussemburgo ha 147 navi nella sua marina mercantile (dati 2023). Tra queste, 3 navi portarinfuse, 1 nave portacontainer, 24 navi da carico generale, 4 petroliere e altre 115 navi.